# Jan Daszewski

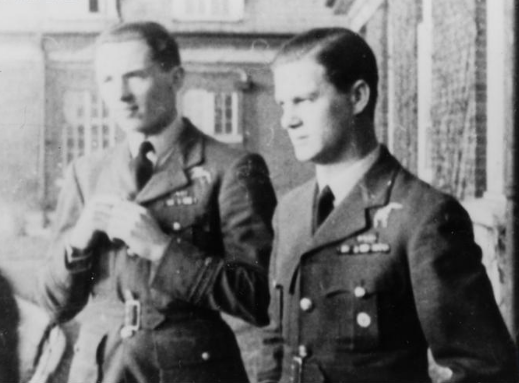
Kpt. Jan Kazimierz Daszewski i kpt. Witold Łokuciewski przed kasynem w Northolt

Jan Kazimierz Michał Daszewski (ur. 23 marca?/5 kwietnia 1916 w Kijowie, zm. 4 kwietnia 1942 nad La Manche) – kapitan pilot Wojska Polskiego.

## Życiorys
Syn Jana Daszewskiego i Zofii Wajcht. Absolwent Szkoły Podchorążych Lotnictwa w Dęblinie (XI promocja). Na stopień podporucznika został mianowany ze starszeństwem z 15 października 1938 i 75. lokatą w korpusie oficerów lotnictwa, grupa liniowa.
W kampanii wrześniowej 1939 walczył w składzie 112 eskadry myśliwskiej. Zestrzelił Junkersa Ju 87B i wspólnie Do-17.
Uczestnik kampanii francuskiej – walczył w kluczu myśliwskim (II Klucz Kominowy „Op” – ELD/Romorantin) kpt. pil. Tadeusza Opulskiego, broniącym bazy lotniczej EAA-301 (zakłady w Romorantin). Wykonał 30 lotów bojowych na samolocie Morane 406.
Ewakuował się do Wielkiej Brytanii i 2 sierpnia 1940 został pilotem dywizjonu 303 (numer służbowy P1503). Jego dokonania opisał Arkady Fiedler w książce Dywizjon 303.
Razem z Janem Zumbachem, Mirosławem Fericiem i Witoldem Łokuciewskim tworzył słynną „czwórkę muszkieterów”, zespół pilotów polskich walczących w bitwie o Anglię. W okresie tych walk został ciężko ranny (7 września 1940) pociskiem kalibru 20 mm z działka Bf 110. Uratował się skokiem na spadochronie. Po długim leczeniu wrócił do latania bojowego. W listopadzie 1941 został dowódcą eskadry „B” dywizjonu 303.
4 kwietnia 1942 roku w czasie wykonywania zadania bojowego Circus 119 na samolocie Supermarine Spitfire Mk VB (nr ser. AD 455, znaki RF-F), polegającego na osłonie bombowców nad terytorium Francji, razem z pilotami swojej eskadry wdał się w walkę z niemieckimi myśliwcami. Samolot Daszewskiego został zestrzelony i spadł do kanału La Manche. Daszewski zdołał nadać sygnał SOS i na tym kontakt z nim się urwał. Nie został odnaleziony.
Odbył 90 lotów bojowych w łącznym czasie 127 godzin.
Był (obok Mariana Pisarka) jednym z najwyższych wzrostem pilotów, dzięki czemu zyskał nieformalne przezwisko Długi Joe.
W domu rodzinnym i wśród znajomych był wołany drugim imieniem (Kazio/Kazik), dlatego w niektórych publikacjach figuruje jako Kazimierz Daszewski.

## Zestrzelenia
Na liście Bajana figuruje na 69. pozycji z trzema pewnymi i dwoma prawdopodobnymi zestrzeleniami samolotów Luftwaffe. Ponadto jeden samolot zniszczył na ziemi.
- Ju 87 – wrzesień 1939
- 1/4 Do-17 – wrzesień 1939
- Do 215 – 7 września 1940 (pilotował Hurricana P3890)
- Bf 109 – 27 czerwca 1941

prawdopodobnie
- Do 215 – 7 września 1940 (pilotował Hurricana P3890)
- Bf 109 – 20 kwietnia 1941

## Ordery i odznaczenia
- Krzyż Srebrny Orderu Wojennego Virtuti Militari nr 8821
- Krzyż Walecznych – czterokrotnie (czwarty raz pośmiertnie)
- Medal Lotniczy – dwukrotnie
- Polowa Odznaka Pilota
- Odznaka za Rany i Kontuzje